# Madeleine (film, 1950)
Pour les articles homonymes, voir Madeleine.
Pour plus de détails, voir Fiche technique et Distribution.

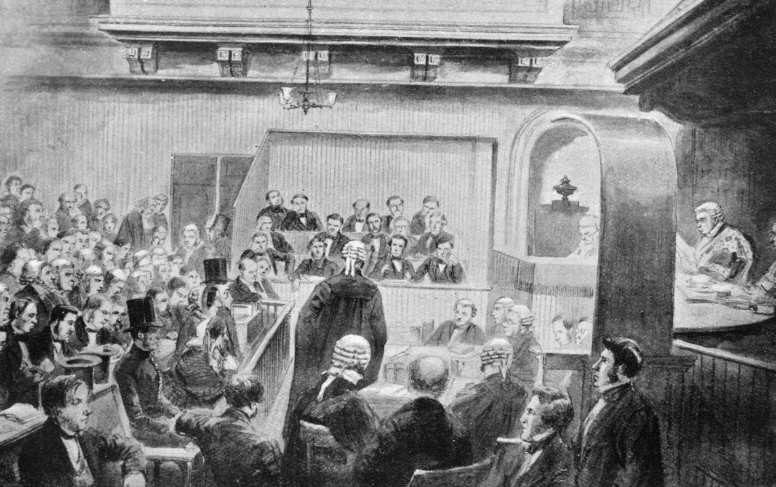
Illustration de 1905 représentant le procès de Madeleine Smith

Madeleine est un film de procès britannique réalisé par David Lean, sorti en 1950.
Le film est basé sur l’histoire vraie de Madeleine Smith (en), une jeune femme de Glasgow issue d’un milieu aisé, obligée de comparaître devant la justice en 1857 pour le meurtre de son amant, Emile L'Angelier. Le procès fit grand bruit dans les journaux de l’époque ; il fut même qualifié par certains de « procès du siècle ».
Le film se déroule au début du XIXe siècle. Madeleine Smith est issue d'une riche famille bourgeoise de Glasgow. Elle tombe amoureuse d'un Français, Emile L'Angelier. Cependant, le jeune homme semble davantage intéressé par son argent. De plus, Madeleine s'inquiète à l'idée de le présenter à son père, qui souhaite qu'elle épouse un homme riche. 

## Synopsis
Le film commence par l'achat d'une maison à Glasgow par une famille victorienne de la classe moyenne supérieure. Leur fille aînée Madeleine Smith revendique la chambre du sous-sol afin qu'elle puisse accéder facilement à l'entrée des domestiques et pouvoir divertir son amant, à l'insu de sa famille. La relation se poursuit et le couple se fiance secrètement, mais L'Angelier commence à faire pression sur Madeleine pour qu'elle révèle son existence à son père, afin qu'ils puissent se marier. Effrayée par son père autoritaire, Madeleine hésite à le faire. Finalement, elle rend visite à L'Angelier dans sa chambre et dit qu'elle s'enfuira avec lui, plutôt que de le dire en face à son père. L'Angelier dit qu'il ne pourrait jamais l'épouser de cette façon. Madeleine se rend compte maintenant qu'il ne l'aime pas pour elle-même, mais uniquement pour retrouver sa place dans la société. Elle dit que leur relation est terminée et exige que toutes ses lettres lui soient rendues.
Pendant le temps que Madeleine a vu L'Angelier, son père l'a encouragée à accepter les attentions d'un riche monsieur de la société, William Minnoch ( Norman Wooland ). Après avoir rompu ses fiançailles avec L'Angelier, Madeleine dit à M. Minnoch qu'elle acceptera sa demande en mariage. Sa famille est heureuse, mais L'Angelier se présente menaçant de montrer à son père les lettres compromettantes en sa possession, à moins qu'elle ne continue à le voir. Sans rien dire de ses nouveaux fiançailles, Madeleine accepte à contrecœur. Quelques semaines plus tard, L'Angelier tombe gravement malade. Il récupère, mais subit plus tard une rechute mortelle. Lorsqu'il est prouvé que la cause du décès est un empoisonnement à l'arsenic, un ami de L'Angelier pointe du doigt Madeleine, qui aurait eu de l'arsenic en sa possession au moment de la mort de L'Angelier. L'affaire judiciaire se termine par un verdict qui laisse Madeleine libre.

## Fiche technique
- Titre : Madeleine
- Réalisation : David Lean,
- Assistant-réalisateur : George Pollock
- Scénario : Stanley Haynes et Nicholas Phipps
- Photographie : Guy Green
- Premier assistant opérateur : Alan Hume (non crédité)
- Montage : Clive Donner et Geoffrey Foot
- Musique : William Alwyn
- Décors : John Bryan
- Costumes : Margaret Furse
- Producteur : Stanley Haynes
- Société(s) de production : The J. Arthur Rank Organisation et Cineguild
- Société(s) de distribution : General Film Distributors (Royaume-Uni), Universal Pictures (États-Unis)
- Pays de production :  Royaume-Uni
- Format : Noir et blanc — 35 mm — 1,37:1 — Son : Mono
- Genre : Film dramatique, film biographique, Film de procès
- Durée : 114 minutes
- Dates de sortie[1] : 
  - Royaume-Uni : 16 février 1950
  - France : 9 octobre 1951

## Distribution
- Ann Todd : Madeleine Smith (en)
- Norman Wooland : William Minnoch
- Ivan Desny : Emile L'Angelier
- Leslie Banks : James Smith
- Barbara Everest : Mme Smith
- Elizabeth Sellars : Christina Hackett
- Patricia Raine : Bessie Smith
- Eugene Deckers : Thuau
- André Morell : l'avocat de la défense
- Barry Jones : l'avocat de l'accusation
- Amy Veness : Mlle Aiken
- Wylie Watson : Huggins
- Ivor Barnard : M. Murdoch
- David Horne : le juge en second

## Autour du film
- David Lean dirige ici sa propre femme de l'époque, Ann Todd[2].
- Le tournage a lieu à Glasgow et dans les Pinewood Studios[3].